# Naive Kunst

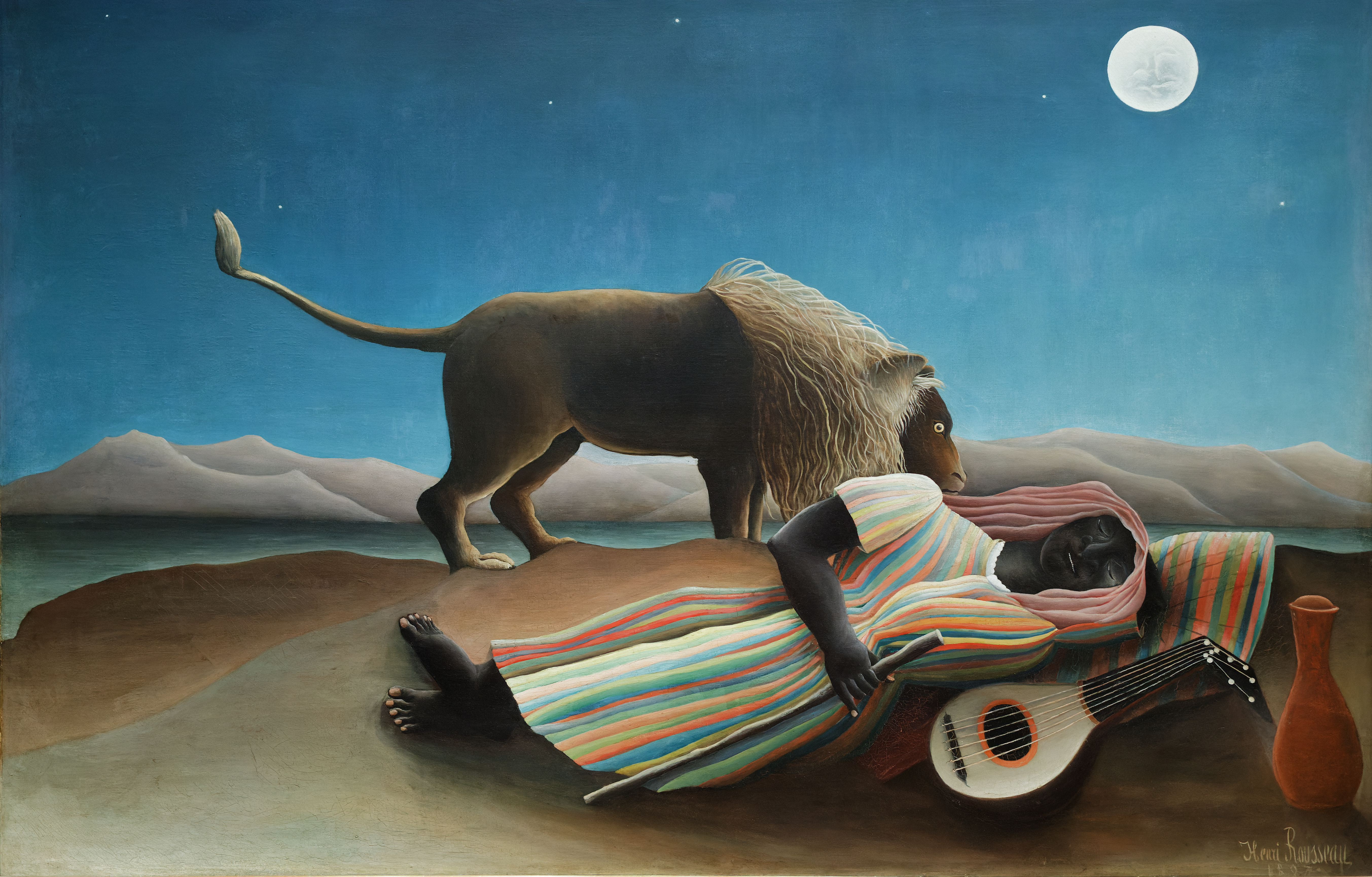
La Bohémienne endormie von Henri Rousseau, Museum of Modern Art, New York

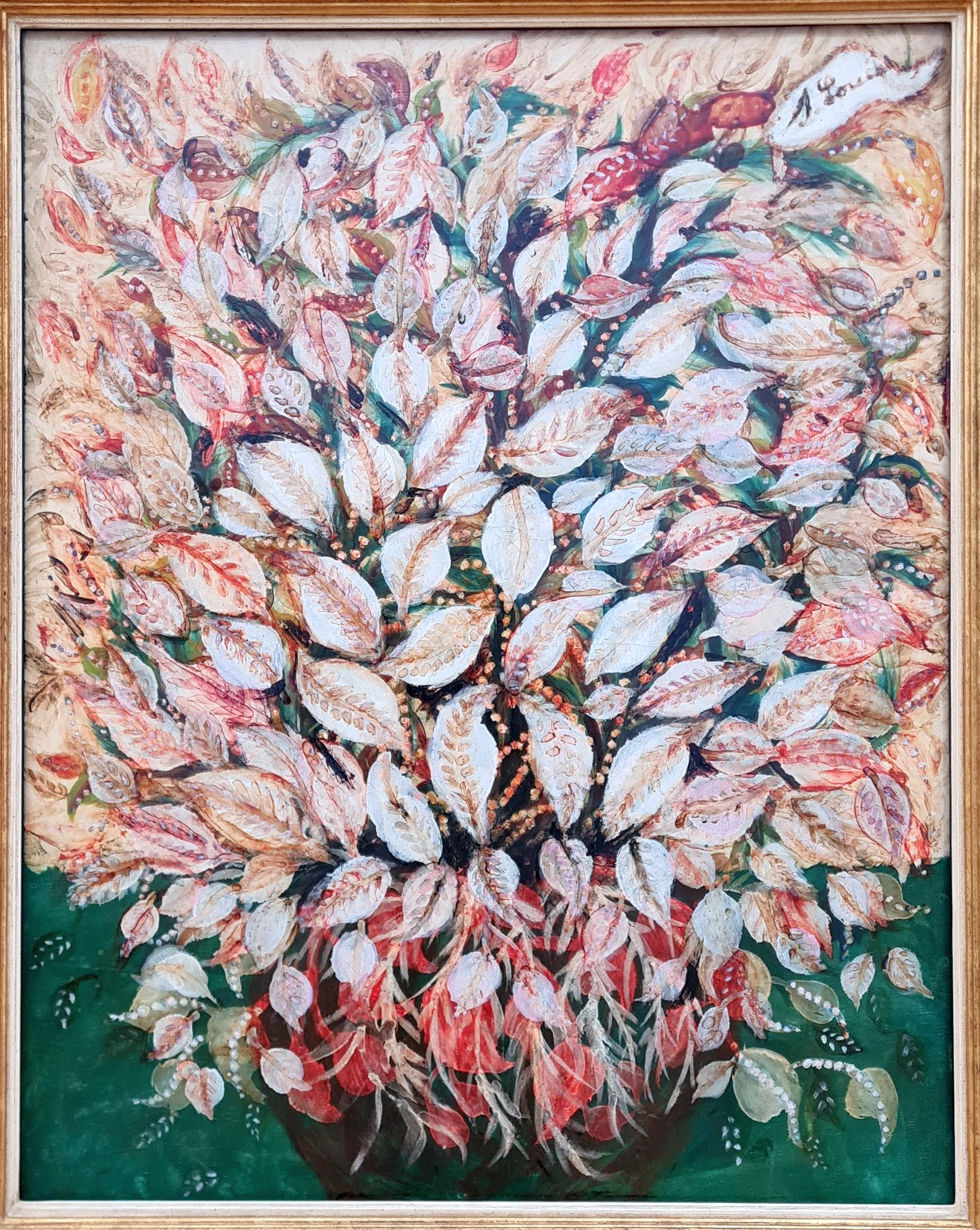
Feuilles von Séraphine Louis, Sammlung Zander, Köln

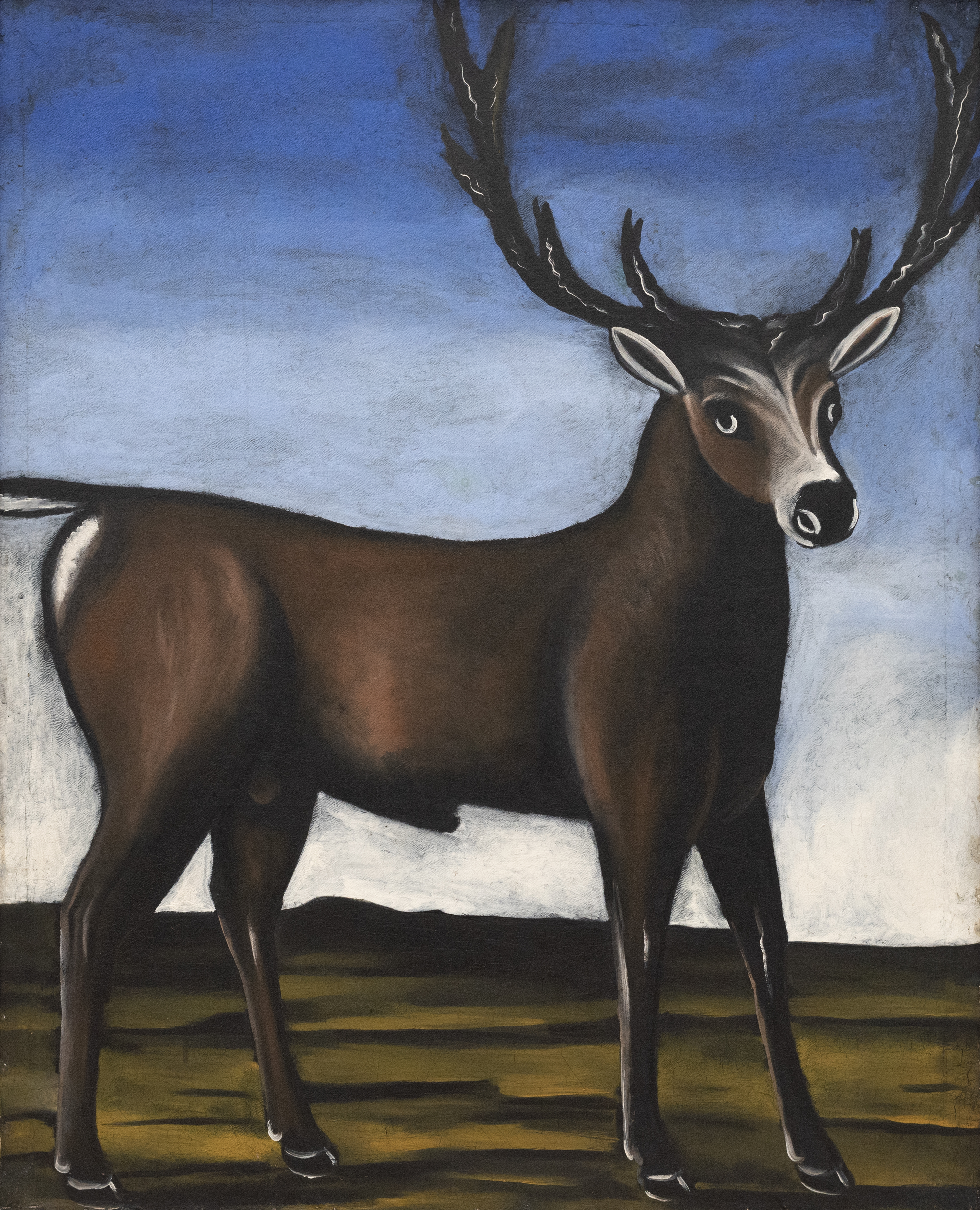
Niko Pirosmani, Reh, 1909

Naive Kunst ist eine Sammelbezeichnung für künstlerische Arbeiten von Autodidakten, vorwiegend in der Malerei.

## Geschichte
Ab dem späten 19. Jahrhundert wurde die sogenannte „Naive Kunst“ in Paris zuerst von modernen Künstlern, später von Kunstkennern, wie dem Kunsthistoriker Wilhelm Uhde, entdeckt: etwa 1885 der Zollangestellte Henri Rousseau, 1889 der Postbeamte Louis Vivin, 1912 die Putzfrau Séraphine Louis, 1915 der Zirkusathlet Camille Bombois, 1927 der Gärtner André Bauchant. Uhde präsentierte sie 1928 in Paris in einer ersten Ausstellung als Maler des Heiligen Herzens (Peintres du Coeur sacré).
Ende der 1920er Jahre benutzte der deutsche Kunstschriftsteller Wilhelm Uhde zum ersten Mal den Begriff „Naive Kunst“, als er in der Ausstellung Maler des heiligen Herzens Künstler wie den von ihm entdeckten Henri Rousseau, Louis Vivin, Séraphine Louis, Camille Bombois oder André Bauchant vereinte. Später förderte er den bekannten deutschen Autodidakten, Adalbert Trillhaase (1858–1936). Der Erfurter Kaufmann und Maler wurde in der NS-Zeit als entartet gebrandmarkt und durfte nicht mehr ausstellen. Von Trillhaase stammt eines der wichtigsten Bilder: Der barmherzige Samariter.Die Predigt am See oder Die Verspottung Christi sind aber auch Bilder, in denen sich einfache schicksalhafte Augenblicke für den einzelnen Menschen widerspiegeln. Trillhaase gilt heute als ein bedeutender autodidaktischer Maler in Deutschland. Er starb 1936 in Niederdollendorf (heute Stadtteil von Königswinter). Hier erinnert noch der Name des Parks Trillhase, in dem einst seine Villa (1959 abgebrannt) stand, an den bedeutenden Künstler.
Sogenannte „Naive Kunst“ erlangte große Bekanntheit mit einer umfangreichen Wanderausstellung, die 1937 unter dem Titel Maîtres populaires de la réalités (dt. Die populären Meister der Realität) in der Salle Royale, Paris – zeitlich parallel zur Weltfachausstellung Paris 1937 –, und im Kunsthaus Zürich zu sehen war und 1938 als Masters of Popular Painting in der Galerie Arthur Tooths & Sons, London, sowie dem Museum of Modern Art in New York. Als späte Entdeckung gilt der georgische Maler der Jahrhundertwende Niko Pirosmani.
In der Nachkriegszeit gewann die sogenannte „Naive Malerei“, insbesondere aus Serbien, aus dem Ort Kovačica, große Popularität. Es wurden bereits mehrere Bildbände, in verschiedenen Sprachen, veröffentlicht und es fanden zahlreiche internationale Ausstellungen, unter anderem in Zusammenarbeit mit der UNESCO, statt. Erwähnenswerte Künstler sind Zuzana Halupova (Zuzana Chalupová), Martin Jonaš, Jan Sokol, Zuzana Vereski, Ana Knjazović-Mijailović und viele weitere. Bilder von Zuzana Halupova (Zuzana Chalupová) wurden auch auf Grußkarten der UNICEF gedruckt und fanden in diversen Projekten Verwendung. Noch heute gilt Kovačica als Mekka der naiven Kunst und genießt internationale Anerkennung. Unter anderem kauften Lady Di und Montserrat Caballé Bilder von Künstlern aus Kovačica. Abgesehen von Ölgemälden werden auch andere Kunstgegenstände in Kovačica angefertigt, wie kunstvoll bemalte getrocknete Kürbisse und handgearbeitete Püppchen. Im Ort gibt es die Galerija Naivne Umetnosti, welche ihre Ausstellung monatlich wechselt. Ein weiterer für diese Kunstgattung bekannter Ort in Serbien ist Jagodina. Die Exponate des ortsansässigen Museums wurden schon einige Male international ausgestellt, beispielsweise in Malta. Ein bekannter Vertreter der sogenannten „Naiven Kunst“ aus Jagodina ist Janko Brašić.
Der Kroate Ivan Generalić gilt als der bekannteste Künstler dieser Stilrichtung in seiner Heimat. In Bulgarien ist es Radi Nedelchev. In Deutschland verfügt die Sammlung Zander in Köln und das Clemens-Sels-Museum in Neuss über eine größere Sammlung autodidaktischer Kunst. In Italien wurde die Kunst von Antonio Ligabue wiederentdeckt. Grandma Moses und Bill Traylor sind bekannteste US-amerikanische autodidaktische Maler. In Deutschland wirkten Petra Moll, Jörn Meyer und Maria Felder. In Polen wurde der gehörlose Maler Nikifor spät anerkannt. Im Arabischen Raum war Ibrahim Ghannam ein Pionier der sogenannten „Naiven Malerei“.

## Begriff und Kritik
Der Begriff „Naive Kunst“ steht in Konkurrenz zu Begriffen wie Art brut, Outsider Art und Zustandsgebundene Kunst, die sich – wenn auch aus jeweils etwas anderer Perspektive – ebenfalls auf Bildwerke von Autodidakten beziehen. Bei der Bezeichnung „Naive Kunst“ liegt der Akzent stärker auf der Darstellungsweise, auf formalen und thematischen Gesichtspunkten, während bei den drei anderen Begriffen die soziale Stellung der Künstler oder ihr geistiger Zustand ausschlaggebend sind. Eine klare Abgrenzung der genannten Begriffe ist aber kaum möglich; die meisten Bilder von Autodidakten lassen sich mehreren dieser Kategorien zuordnen. Für die Begriffsdefinition ist es unerheblich, ob die künstlerische Produktion beruflich erfolgte, d. h. zur Finanzierung des Lebensunterhalts, ob sie gewissermaßen eine Freizeitbeschäftigung darstellte oder auch eine therapeutische Funktion hatte.
In den letzten Jahren entwickelte sich ein zunehmend kritischer Blick auf die unterschiedlichen, häufig diskriminierenden Begrifflichkeiten (z. B. „Naive Kunst“, „Outsider Art“, „Laienmaler“ und „Sonntagsmaler“) und die Trennung von nicht-akademischer und akademischer Kunst. So führt die Kunsthistorikerin und Kuratorin Susanne Pfeffer aus, dass es keine Entscheidung, sondern Bestimmung ist, Künstler zu sein. Einzig Herkunft, Geschlecht oder Klassenzugehörigkeit bestimmen darüber, ob jemand Kunst studieren kann und dadurch auch gesellschaftlich als Künstler anerkannt wird. Kunst, die deshalb nicht im anerkannten System stattfindet, wir meist von diesem System abgelehnt. Aufgrund der Definistionshoheit des Systems, die immer im System und nicht bei den Künstlern selbst liegt, werden ausschließende Begrifflichkeiten verwendet, die nie auf Inklusion abzielen.
Der renommierte Kunstkritiker Jerry Saltz tritt dafür ein, die Trennung von „Outsider Art“ und einer institutionalisierten, offiziellen Kunst aufzuheben und nicht-akademische Kunst in die Sammlungspräsentationen der großen Museen zu inkludieren. Er fordert, dass Künstler wie Hilma af Klimt, Bill Traylor, Adolf Wölfli oder John Kane kanonisiert werden müssen, da durch ihre Diskriminierung die Kunstgeschichte falsch und lügenbehaftet erzählt wird.
Auch Roberta Smith, Kunstkritikerin der New York Times, setzt sich für eine Auflösung der Trennung nicht-akademischer und akademischer Kunst ein und fordert, dass Museen nicht-akademische Kunst gleichermaßen in ihre Sammlungspräsentationen integrieren. Smith weist auf die herausragende künstlerische Qualität der Werke von Autodidakten hin, die eine Neuschreibung des Kunstkanons des 20. Jahrhunderts erfordern.
Das Sprengel Museum Hannover und die Kunstsammlungen Chemnitz zeigten in den Jahren 2023 und 2024 die Ausstellung Welche Moderne? In- und Outsider der Avantgarde, mit der Absicht die Betrachtung „naiver“ Künstler als „Outsider“ zu korrigieren und ihre engen Verbindungen zur Avantgarde aufzuzeigen. Die Ausstellung wies darauf hin, dass die sogenannte „Naive Kunst“ ein gleichberechtigtes Stilphänomen und Teil der Moderne war. „Naive“ Künstler folgten ihrem eigenen Stil, beeinflussten dabei andere Künstler und wurden von anderen Künstlern beeinflusst.

## Museen (Auswahl)

### Belgien
- Musée d’Art Spontané in Brüssel[19]
- Art et Marges Musée in Brüssel[20]
- Trinkhall Museum in Lüttich[21]

### Brasilien
- Museu do Sol in Penápolis
- Museo Internacional de Arte Naïf de Brazil in Cosme Velho, Rio de Janeiro[22]
- Galeria Jacques Ardies in São Paulo[23]

### Deutschland
- Sammlung Zander in Köln
- Sammlung naiver Kunst im Vestischen Museum in Recklinghausen (seit seiner Schließung eingelagert)
- Abteilung für naive Kunst im Clemens Sels Museum Neuss in Neuss
- Sammlungsbereich zur naiven Kunst im Museum Europäischer Kulturen in Berlin
- Sammlung polnischer naiver Kunst (Sammlung Hans-Joachim und Christina Orth) in der Gemälde- und Skulpturensammlung der Stadt Nürnberg (als Dauerleihgabe bei den Berliner Museen)
- Museum Haus Cajeth in Heidelberg[24]

### Frankreich
- Musée International d’Art Naïf Anatole Jakovsky in Nizza[25]
- Halle Saint Pierre in Paris
- Musée d’art naïf de Vicq en Île-de-France in Vicq[26]
- Musée d’Art naïf et d’Arts singuliers in der Burg Laval in Laval
- Musée municipal d’Art Naïf et Populaires in Noyer-sur-Serein
- LaM – Lille Métropole, musée d’art moderne, d’art contemporain et d’art brut in Villeneuve-d’Ascq
- M.A.N. Musée d’Art Naif in Béraut

### Israel
- GINA – Gallery of International Naïve Art in Tel Aviv[27]

### Italien
- Museo Nazionale delle Arti NaÏves Cesare Zavattini in Luzzara

### Kanada
- Le Musée International d’Art Naïf in Magog[28]

### Kroatien
- Kroatisches Museum für Naive Kunst in Zagreb
- Galerija naivne umjetnosti in Hlebine[29]

### Polen
- Galerie d’Art Naif in Krakau[30]

### Portugal
- Museu De Arte Primitiva Moderna in Guimarães

### Russland
- Museum für russisches Lubok und naive Kunst (Музей русского лубка и наивного искусства) in Moskau[31]

### Schweiz
- Museum im Lagerhaus in St. Gallen

### Serbien
- Museum für naive Kunst und Grenzkunst (Muzej Naivne i Marginalne Umetnosti) in Jagodina[32]
- Galerie für naive Kunst in Kovačica (Галерија наивне уметности у Ковачици)[33]

### Spanien
- Museum für naive Kunst in Figueres

### Ukraine
- Nationales Museum der ukrainischen dekorativen Volkskunst

### Ungarn
- Museum ungarischer naiver Künstler (Magyar Naiv Művészek Múzeuma) in Kecskemét[34]

### USA
- American Folk Art Museum in New York City
- Anthony Petullo Collection in Milwaukee[35]
- Croatian Naive Art Gallery & Museum collection in Saint Petersburg, Florida